# Adem Kastrati
Adem Kastrati nasceu em 1933 na aldeia de Karačevo, na parte alta de Kamenica, no Kosovo. Pertence à primeira geração de pintores após a Segunda Guerra Mundial, ocupando um lugar de mérito entre os artistas figurativos que viveram e criaram durante o período da Iugoslávia. Kastrati viveu e trabalhou na Macedônia do Norte, deixando um legado artístico significativo.

## Pinturas e carreira artística
As obras de Adem Kastrati são dominadas por temas sociais com elementos etno-folclóricos de ambientes rurais. A vida cotidiana é constantemente apresentada através da inter-relação entre a natureza e a figura do homem comum, descrita com um lirismo sócio-antropológico sob o céu rural albanês. No epicentro das composições deste ciclo, o autor fixa a figura humana, que possui uma identidade social e psíquica com características próprias dos ambientes albanês-cosovares.
Inicialmente, Kastrati pintava com tinta a óleo, mas posteriormente, com grande dedicação, também passou a trabalhar com cores de terra, técnica pela qual se tornou conhecido. Algumas de suas obras mais notáveis incluem: Magja (1989), Dasmorët (1989) e Darka (1977). Após concluir seus estudos secundários, em 1954/55, Kastrati ingressou na Academia de Desenho na turma do Professor Vangel Koxhoman, de quem aprendeu técnicas de pintura. A partir daí iniciou-se um período particularmente rico de sua criatividade, que perdurou até o fim de sua vida.
A criatividade artística de Kastrati está totalmente ligada aos temas de sua terra natal. Por um lado, retrata uma vida marcada pela pobreza e pela guerra; por outro, apresenta cenas idílicas da aldeia natal, memórias da infância, a vida com sua família e as cores e aromas inesquecíveis que permaneceram gravados em sua memória até o final de sua vida.
Os temas das suas obras estão principalmente relacionados ao homem comum. Kastrati atribui particular importância à figura da mãe, apresentada como guardiã do lar. A mãe, a mulher, dá sentido à vida, buscando e oferecendo ternura, amor e bondade. Os homens aparecem sempre sérios: trabalhando, sentados ou em movimento, de acordo com a tradição. O rico folclore é evidente em sua criatividade, e a técnica singular de uso de argila multicolorida realça ainda mais a especificidade de suas obras.

## Morte e legado, Exposições
Adem Kastrati faleceu em 2000, em Skopje, e realizou numerosas exposições individuais em Skopje, Ferizaj, Pristina, Belgrado, Tirana, Gjilan, Paris, Genebra, Munique, entre outras. Também participou de exposições coletivas em Liubliana, Zagreb, Dubrovnik, Niš, Palermo, Tirana, Paris, Arhis (Dinamarca) e outros locais.